# Audrey Pulvar
Audrey Pulvar (Fort de France, 21 febbraio 1972) è una giornalista, conduttrice radiofonica, conduttrice televisiva e politica francese, presentatrice di 19/20 su France 3 dal 2005 al 2009 e nota per essere stata editorialista del programma On n'est pas couche  di Laurent Ruquier su France 2 nel 2011 e 2012. È entrata a far parte del gruppo Canal+ e il suo canale D8 dal 2013.
È stata presidente della Fondazione Nicolas-Hulot per la natura e l'uomo tra il 2017 e il 2019, prima di essere eletta consigliere di Parigi nel 2020 e diventare vice sindaco di Anne Hidalgo come responsabile dell'alimentazione, dell'agricoltura e delle filiere sostenibili.

## Biografia
Audrey Pulvar ha trascorso la sua infanzia a Fort-de-France, in Martinica, dove è cresciuta in un ambiente culturalmente variegato e politicamente impegnato. Sua madre, Marlène Auspice, appartiene a una famiglia influente dell'isola ed è un'assistente sociale. Suo padre, Marc Pulvar, insegnante di matematica e titolare di una scuola privata, è stato segretario nazionale del movimento indipendentista martinicano (di cui è anche fondatore) e segretario generale del sindacato centrale dei lavoratori martinicani (CSTM). È stato accusato postumo di atti di pedofilia.  Il nonno paterno di Audrey Pulvar è mugnaio a Saint-Denis (Seine-Saint-Denis).
È anche nipote acquisita del romanziere, poeta e filosofo martinicano Édouard Glissant..
Dall'età di 14 anni, Audrey Pulvar vive tra la sua isola natale e la Francia metropolitana. Sebbene abbia trascorso la maggior parte degli studi in Francia, ha conseguito il diploma di maturità nelle Indie occidentali prima di tornare nella Francia metropolitana, a Rouen, e ottenere un DEUG in economia (Università di Rouen). Ha proseguito gli studi presso la Scuola di Giornalismo di Parigi (ESJ) diplomandosi nel 1994.

## Carriera professionale

### Presentatrice nei canali ATV, LCI e TV5 (1995-2003)
È entrata negli uffici di Antilles Television (ATV) come stagista durante la sua formazione presso la Scuola di giornalismo di Parigi (ESJ Paris). In seguito venne assunta come giornalista e fotoreporter, e nel 1995 divenne conduttrice del telegiornale della sera. Nel 1999 è diventata vicedirettore capo del canale pur continuando a svolgere le sue funzioni di presentatrice. Vi è rimasta fino all'aprile 2002, quando Jean-Claude Dassier la assunse come giornalista freelance per il canale satellitare francese LCI. Da dicembre 2002, ha contemporaneamente lavorato anche per l'emittente francese TV5.

### Presentatrice a France Télévisions (2003-2009)
Nel novembre 2003, è diventata conduttrice del telegiornale regionale di France 3 Provence-Alps. Dopo alcune sostituzioni sull'antenna nazionale,
Da settembre 2004, Pulvar ha condotto il telegiornale Soir 3 insieme a Louis Laforge. Pur essendo stata la prima donna di colore a presentare un telegiornale su un'emittente francese, si rifiutò di vedere in ciò un simbolo e di fungere da punto di riferimento per queste battaglie civili.
Da settembre 2005, sempre su France 3, ha presentato il telegiornale della sera, il cosiddetto "19/20". Ha presentato anche programmi speciali come la terza edizione delle "Victoires du jazz", assieme a Pierre Lescure, e "Français, à cœur et à cris" nel maggio 2006.
Dal 2006 ha anche presentato la rivista mensile "Parlez-moi d'ailleurs" sul canale televisivo pubblico La Chaîne parlementaire.
Alla fine del 2008, Audrey Pulvar è stata una delle poche personalità di France 3 a prendere parte alla manifestazione contro la soppressione della pubblicità su France Télévisions decisa dall'allora Presidente francese Nicolas Sarkozy. In questo periodo, Pulvar espresse dure critiche contro la gestione di France 3 e nel giugno annunciò le proprie intenzioni di lasciare l'emittente, facendo domanda di trasferimento a France 2 a Washington, senza però ottenere riscontro positivo.

### Presentatrice di i-Télé e France Inter (2009-2011)

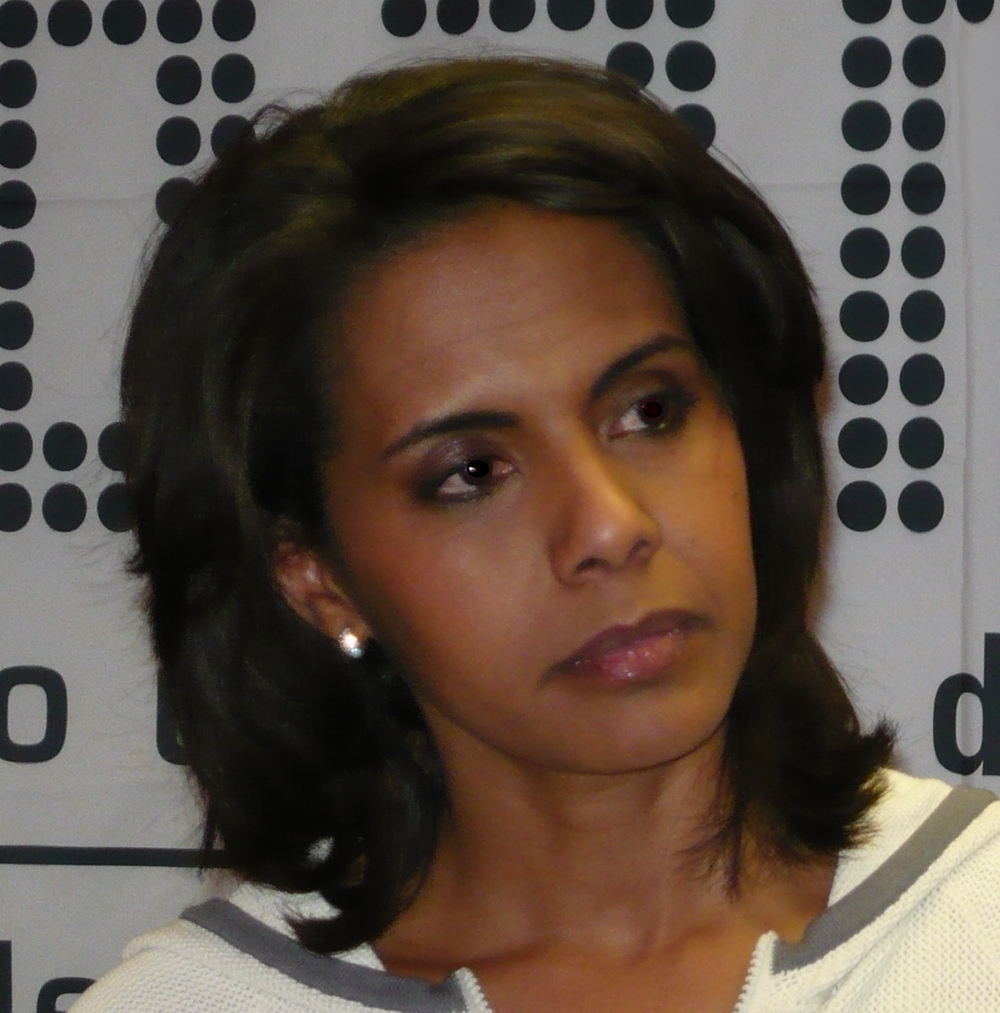
Audrey Pulvar nel marzo 2009

Nel luglio 2009, Pulvar lasciò France 3, ed entrò a far parte del canale di notizie I-Télé (del gruppo Canal+) per presentare un programma quotidiano della fascia oraria 18:00-20:00 durante la settimana, oltre a un programma di interviste politiche in onda la domenica. Laurent Bignolas prese il suo posto alla conduzione del "19/20" su France 3.
Nel settembre 2010, dopo che Nicolas Demorand lasciò il programma radiofonico mattutino di France Inter, Pulvar assunse la conduzione della fascia oraria dalle 06:00-07:00 che, secondo il vicedirettore della radio Philippe Val, si voleva rendere un "posto di rilievo per le notizie internazionali". Contemporaneamente, Pulvar ha continuato a collaborare con I-Télé, optando però per una riduzione della durata del suo programma a solo un'ora, dalle 19:00 alle 20:00.

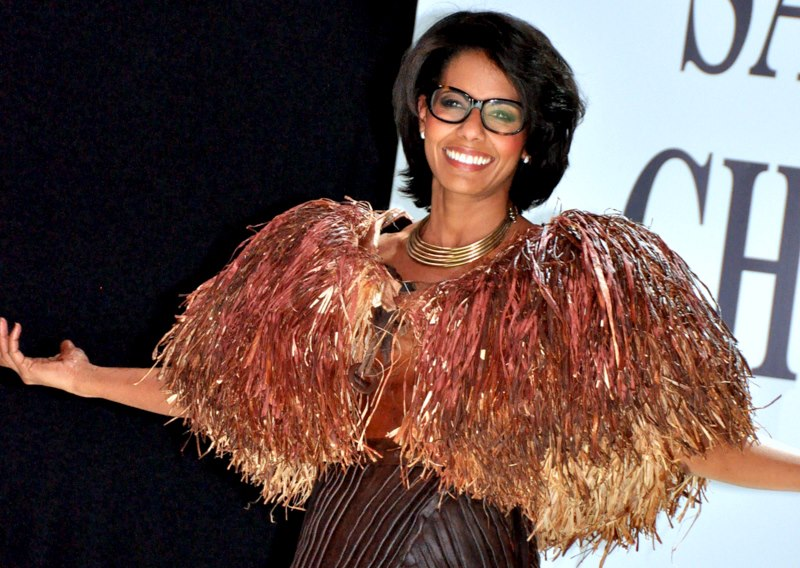
Audrey Pulvar al Salone del Cioccolato nel 2012

Nel novembre 2010, in seguito all'annuncio del suo compagno Arnaud Montebourg di candidarsi alle primarie del Partito Socialista in vista delle elezioni presidenziali in Francia del 2012, la direzione di I-Télé decise di sospendere Pulvar dall'emittente per motivi etici e di prudenza nei confronti di possibili conflitti d'interessi della giornalista. Quindici giorni dopo, in seguito alla polemica nata dalla sua sospensione, Pulvar tornò in onda per condurre interviste non politiche della durata di 10 minuti alle 19:40 di sera.
Nel gennaio 2011, France Inter ha deciso di rimuovere la sua intervista delle 7:50, ma ha continuato a guidare la fascia oraria delle 6/7 e ha una rubrica completamente nuova alle 8:37. Alla fine di gennaio 2011, Pulvar è tornata su i>Télé per presentare un dibattito sui temi sociali senza alcun ospite politico, noto come Arrêt sur l'info. Ha lasciato il canale nel luglio 2011.

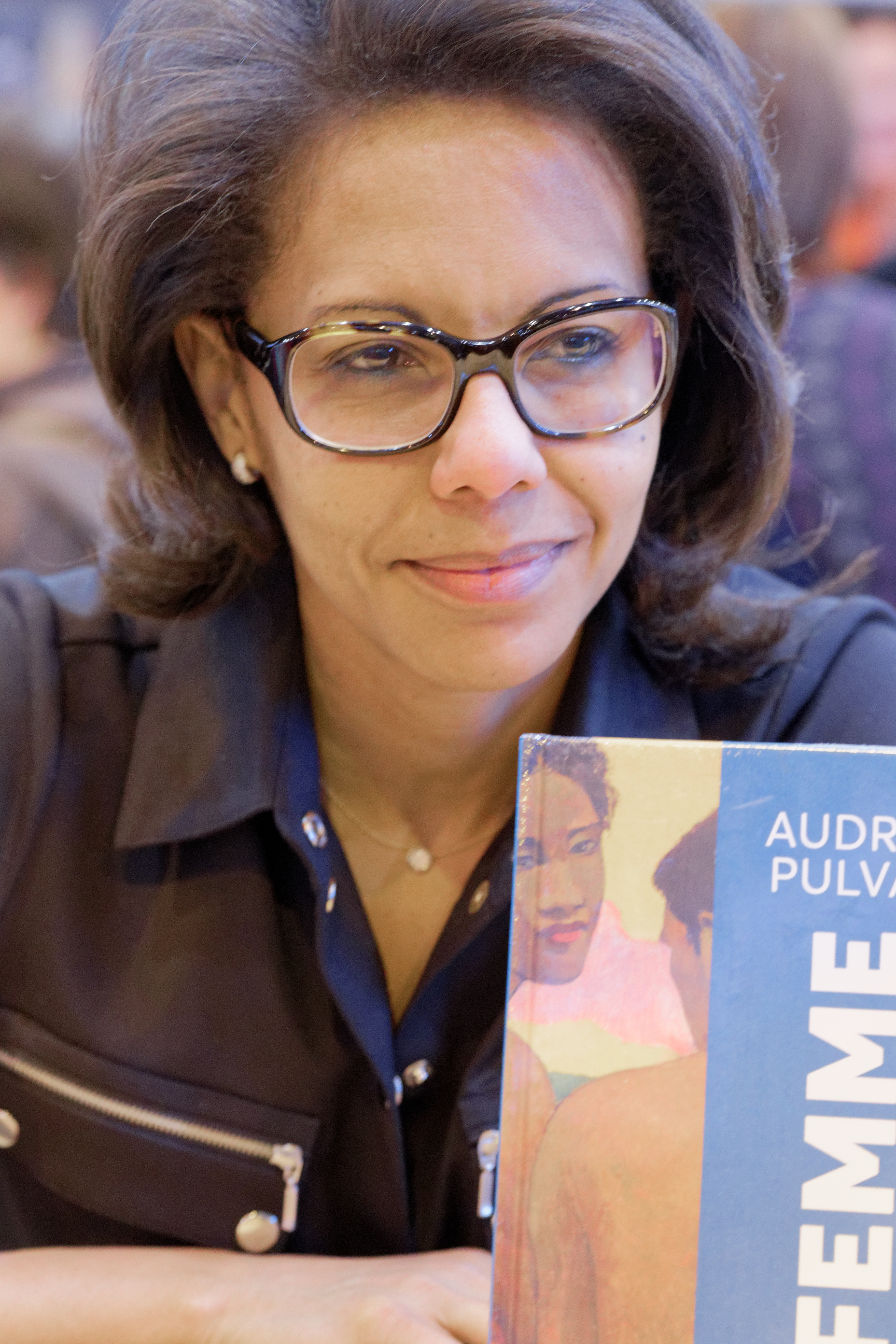
Audrey Pulvar al Salone del libro di Parigi nel 2017

Nel settembre 2011, Pulvar è apparsa nel talk show del sabato sera On n'est pas couché su France 2 con Natacha Polony, condotto dal popolare personaggio televisivo Laurent Ruquier.
Dopo essere stata licenziata dal talk show di Ruquier, Pulvar appare in seguito nel talk show quotidiano Le Grand 8 su D8.

## Attività politica

### Primarie socialiste 2011
Nel 2011 ha sostenuto pubblicamente l'allora compagno Arnaud Montebourg in occasione della sua candidatura alle primarie del Partito socialista (PS) "presentandosi", una sola volta al suo fianco durante un incontro pubblico a La Bellevilloise il 9 ottobre, in occasione del 1º turno. Pur negando di essere coinvolta nella campagna elettorale e di avervi votato, questa presenza le ha procurato reazioni ostili tra i colleghi di France Inter e una ristrutturazione della dirigenza che le ha rinnovato il divieto di occuparsi di politica interna. In seguito a queste critiche, Audrey Pulvar ha scritto al CSA perchiedere “la definizione di uno status per i giornalisti che convivono con un politico durante una campagna elettorale".

### Attivista ambientale
È stata eletta il 28 giugno 2017 alla presidenza della Foundation for Nature and Man, dopo le dimissioni rassegnate il 17 maggio 2017 suo presidente-fondatore Nicolas Hulot a causa della sua nomina a Ministro dell'Ambiente.
Nel 2018 ha sostenuto il Patto collettivo europeo di finanziamento del clima, volto a promuovere un trattato europeo a favore del finanziamento sostenibile della transizione energetica e ambientale per la lotta al riscaldamento globale.

### Consigliere di Parigi e assistente di Anne Hidalgo
Nel 2018 ha sostenuto pubblicamente il desiderio, poi contestato, di Anne Hidalgo di rendere pedonale e ciclabile la via Georges-Pompidou sulle rive della Senna col risultato cosa che il sindaco le ha offerto di entrare nella sua squadra nel 2019.
Nell'ottobre 2019 è stata ufficializzata la sua presenza nella lista guidata da Anne Hidalgo, Paris en commun, sostenuta dal Partito socialista, dal Partito comunista francese e da altri partiti, per le elezioni municipali del 2020 a Parigi. Sebbene risieda nel 6º arrondissement di Parigi, è seconda nella lista del nuovo arrondissement al centro della capitale dietro ad Ariel Weil, sindaco uscente del 4º arrondissement. È stata eletta consigliere di Parigi al termine del secondo turno organizzato il 28 giugno 2020, la sua lista risulta prima con il 53,32% dei voti. Il 3 luglio 2020, Audrey Pulvar è diventata vicesindaco di Parigi responsabile per l'alimentazione, l'agricoltura e le filiere sostenibili.